# Хипотензија
Хипотензија у медицини и физиологији означава притисак испод нормалног.
Хипотензија се појављује на пример код мишићног тонуса, ликвора (церебрална х.), интраокуларног притиска или код крвног притиска.
Низак крвни притисак се дефинише као вредност крвног притиска која је нижа од нормално очекиване за поједину особу у одређеним условима. Вредности крвног притиска разликују се зависно од активности, година старости, лекова и здравственог стања.
Хипотензија се дефинише крвним притиском мањим од 100/60 ммХг измереним више пута у амбулантним условима уз постојање симптома (умор, поремећај сна, вртоглавица, несвестице, анксиозност или депресија, осећај јаког лупања срца, знојење) и одсутност других болести. Осим трајно присутног ниског крвног притиска (хронична примарна, идиопатска) коме се не може открити узрок, постоји секундарна хипотензија узрокована разлицитим болестима, стањима и лековима, и акутна стања с наглим падом крвног притиска од којих су ортостатска (постурална) и постпрандијална хипотензија најучесталије.
Трајно низак крвни притисак ретко је показатељ озбиљног здравственог поремећаја, тело се на њега прилагоди и често не узрокује симптоме. Проблем настаје код наглог пада притиска када мозак и други витални органи остају без снабдевања крвљу и немају времена за прилагођавање. У том случају може настати вртоглавица, слабост тела, поремећај вида па и кратка несвест (синкопа).
Примарна хипотензија - трајно низак крвни притисак коме се не може открити узрок назива се примарна, идиопатска или конституционална хипотензија. Осим наследних фактора, истраживања показују значајан утицај географског подручја, исхране (нарочито количине соли у храни), телесне масе, вежбања и стреса на крвни притисак.
Секундарна хипотензија - стања која могу узроковати низак притисак су: крварење, инфекције, дехидратација, различите болести срца - инфаркт, аритмије, адренална инсуфицијенциа, трудноћа, продужено одмарање у кревету, тровање, токсични шок синдром, алергијске реакције, анафилаксија, мождани „удар“ , шок, пад притиска након обављања мале и/или велике нужде, страх, Паркинсонова болест, неуропатија, хемодијализа, опекотине, узнапредовали дијабетес, оштећења кичмене мождине. Лекови који могу узроковати хипотензију: антихипертензиви, диуретици, антагонисти калцијума, бета блокатори, антидепресиви, аналгетици из групе наркотика, алкохол.